# Shayetet 13
Shayetet 13 är ett specialförband tillhörande den israeliska flottan. S'13 är den äldsta av de tre israeliska förbanden, de andra två är Sayeret Matkal tillhörande armén och Shaldag tillhörande Israels flygvapen. Enheten grundades av Yohai Ben-Nun 1949 och hade sina rötter i marinbrigaden ur Haganah. Deras syfte är att anfalla mål från havet, samla information, motverka terrorism och befria gisslan till havs. Vanligen är deras operationer hemliga eller dolda. I någon mån försöker de efterlikna Englands special boat service.
Deras utbildning är 20 månader och anses vara en av de svåraste i IDF. Utbildningen börjar med sex och en halv månad av grundläggande infanteriutbildning, som följs av en kurs fallskärmshoppning, dykning, sjömanskap m.m. Innan dess testas kandidaterna vanligen i Gadna, en ungdomsorganisation. Enheten har deltagit i många av israels krig och varit relativt framgångsrika, med vissa tidiga undantag. Under 2010 deltog de i Operation himmelens vindar. 